# آناپورنا
آناپورنا (به نپالی:  अन्नपूर्णा) یا آناپورنا ۱ قله‌ای به ارتفاع ۸۰۹۱ متر در توده‌کوه آناپورنا در رشته‌کوه هیمالیا در نپال است. این قله که در مذهب هندو به «خدایگان حاصلخیزی و زراعت» منسوب است، بخشی از منطقهٔ حفاظت شده با وسعت ۷۶۲۹ کیلومتر مربع در کشور نپال است. با توجه به میزان تلفات کوهنوردان صعودکننده به این قله که حدود ۲۰ درصد است، برخی این کوه را مرگبارترین کوهستان بعد از کی۲ برمی‌شمارند.

## نخستین صعود
نخستین بار در سال ۱۹۵۰ پس از آن‌که هیئت اعزامی از کشور فرانسه از پیداکردن مسیری برای صعود به دهالاگیری نومید شد به این کوه روی آورد. در این صعود که با حماسه و جان‌فشانی اعضای تیم همراه بود کوهنوردان نامی فرانسه موریس هرزوگ و لویی لاشنال موفق به فتح قله و البته فتح نخستین کوه ۸۰۰۰ متری دنیا شدند. این صعود در ۳ ژوئن به ثبت رسید. آن‌ها برای صعود قله بهای گزافی پرداختند که همانا سرمازدگی هر دو نفر و از دست دادن همه انگشتان دست و پای لاشنال بود. آن دو که در بازگشت از قله کاملاً تحلیل رفته بودند، با کمک دوستان و هم تیمی‌های خود لیونل ترای و گاستین ربوفا که هر دو از کوهنوردان برجسته عصر خود بودند، به شکلی حماسی به پائین منتقل شدند. در حالی‌که یکی از آن‌ها بر اثر سقوط شب سختی را درون یک شکاف به سر برد. از این تیم در پاریس همچون گروهی قهرمان استقبال شد. نمای زیبای رشته کوه آناپورنا بخصوص کوه مقدس «ماچاپوچار»، هرساله کوهنوردان و جهانگردان زیادی را به این سوی از دنیا روان می‌کند. اما به رغم زیبایی نسبت کشته‌های کوه به صعودهایش تقریباً ۲۰٪ است(کاهش از ۳۴ درصد در سال ۲۰۱۲)  که از این حیث در میان ۸۰۰۰ متری‌ها رتبه دوم را بعد از کی۲ داراست.

## صعودها
- عظیم قیچی‌ساز در اسفند سال۱۳۹۰ به همراه یک گروه بین‌المللی صعود به قله آناپورنا در نپال را آغاز کرده و پس از ۵۰ روز، در اردیبهشت سال ۱۳۹۱ قله را فتح کرد.
- افسانه حسامی فرد در یکشنبه ۲۷ فروردین ۱۴۰۲ به عنوان اولین بانوی ایرانی موفق به صعود این قله شد.